# NGC 6124
NGC 6124 is een open sterrenhoop in het sterrenbeeld Schorpioen. Het hemelobject werd op 6 mei 1886 ontdekt door de Franse astronoom Nicolas Louis de Lacaille.

## Synoniemen
- OCL 990
- ESO 331-SC3